# Winona Lake
Winona Lake – miasto w Stanach Zjednoczonych, w stanie Indiana, w hrabstwie Kosciusko.